# Pisania gracilis
Pisania gracilis is een slakkensoort uit de familie van de Buccinidae. De wetenschappelijke naam van de soort is voor het eerst geldig gepubliceerd in 1859 door G.B. Sowerby.